# Peter Spáč
Peter Spáč (* 27. září 1984) je slovenský politolog, publicista a vysokoškolský pedagog.

## Studium
V roce 2008 získal magisterský titul v oboru politologie na Katedře politologie Fakulty sociálních studií Masarykovy univerzity. V roce 2011 poté úspěšně absolvoval magisterské studium na Právnická fakultě Masarykovy univerzity. V roce 2012 získal doktorský titul v oboru politologie na FSS MU a v roce 2019 se zde v oboru rovněž habilitoval.

## Kariéra
V letech 2010 až 2011 působil jako výzkumný pracovník v Institutu pro srovnávací politologický výzkum. V roce 2012 začal působit jako akademický výzkumný pracovník v Mezinárodním politologickém ústavu Masarykovy univerzity. V letech 2012 až 2019 na své alma mater působil jako odborný asistent, v roce 2019 pak zde začal působit jako docent. V letech 2019 až 2021 byl členem Akademického senátu FSS MU. V roce 2024 se stal zástupcem vedoucího Mezinárodního politologického ústavu. Je autorem řady publikací; zaměřuje se na témata voleb, volebního chování, distributivní politiky, veřejné správy a na slovenskou politiku.